# Asus ZenFone
ASUS ZenFone è una serie di smartphone Android progettati, commercializzati e prodotti da ASUS. Oltre ai processori Intel Atom, Qualcomm Snapdragon e MediaTek e al sistema operativo Android, alcuni ZenFone presentano anche l'interfaccia utente ZenUI, un'interfaccia utente di ASUS.

## Prima generazione (2014)
Gli ZenFone di prima generazione sono stati annunciati al Consumer Electronic Show 2014 a Las Vegas, Nevada.
I modelli ZenFone 4, presenti in versione da 4 e da 4 pollici e mezzo, si posizionavano nella fascia bassa, lo ZenFone 5 Lite in quella medio-bassa e gli ZenFone 5 e 6 (caratterizzati rispettivamente da schermi di 5 e 6 pollici) in quella media.

### Specifiche tecniche
| Modello                 | Chipset                                         | RAM  | GPU               | Schermo                                         | Fotocamera | Fotocamera | Memoria interna  | Batteria          | Sistema operativo                                             |
| Modello                 | Chipset                                         | RAM  | GPU               | Schermo                                         | Principale | Frontale   | Memoria interna  | Batteria          | Sistema operativo                                             |
| ----------------------- | ----------------------------------------------- | ---- | ----------------- | ----------------------------------------------- | ---------- | ---------- | ---------------- | ----------------- | ------------------------------------------------------------- |
| ZenFone 4 (A400CG)      | Intel Atom dual-core Z2520 (1.2 GHz)            | 1 GB | PowerVR SGX544MP2 | 4.0", WVGA 800x480, TFT Corning Gorilla Glass 3 | 5 MP       | VGA        | 4 GB/8 GB        | 1200 mAh/1600 mAh | Android Jelly Bean 4.3; aggiornabile a Android KitKat 4.4.2   |
| ZenFone 4 (A450CG)      | Intel Atom dual-core Z2520 (1.2 GHz)            | 1 GB | PowerVR SGX544MP2 | 4.5", WVGA 854x480, IPS Corning Gorilla Glass 3 | 5 MP       | VGA        | 8 GB             | 1750 mAh          | Android KitKat 4.4; aggiornabile a Android Lollipop 5.0.2     |
| ZenFone 5 (A500CG)      | Intel Atom dual-core Z2580 (2.0 GHz)            | 2 GB | PowerVR SGX544MP2 | 5.0", HD 1280x720, IPS Corning Gorilla Glass 3  | 8 MP       | 2 MP       | 8 GB/16 GB/32 GB | 2110 mAh          | Android Jellybean 4.3; aggiornabile a Android KitKat 4.4.2    |
| ZenFone 5 (A501CG)      | Intel Atom dual-core Z2560 (1.6 GHz)            | 2 GB | PowerVR SGX544MP2 | 5.0", HD 1280x720, IPS Corning Gorilla Glass 3  | 8 MP       | 2 MP       | 8 GB/16 GB       | 2110 mAh          | Android Jelly Bean 4.3; aggiornabile a Android Lollipop 5.0.2 |
| ZenFone 5 Lite (A502CG) | Intel Atom dual-core Z2520 (1.2 GHz)            | 1 GB | PowerVR SGX544MP2 | 5.0", VGA 960x540, IPS                          | 8 MP       | VGA        | 8 GB             | 2500 mAh          | Android KitKat 4.4.2                                          |
| ZenFone 5 (A500KL)      | Qualcomm Snapdragon quad-core MSM8926 (1.2 GHz) | 2 GB | Adreno 305        | 5.0", HD 1280x720, IPS Corning Gorilla Glass 3  | 8 MP       | 2 MP       | 8 GB/16 GB/32 GB | 2110 mAh          | Android KitKat 4.4.2; aggiornabile ad Android Lollipop 5.0.2  |
| ZenFone 6 (A600CG)      | Intel Atom dual-core Z2580 (2.0 GHz)            | 2 GB | PowerVR SGX544MP2 | 6.0", HD 1280x720, IPS Corning Gorilla Glass 3  | 13 MP      | 2 MP       | 16 GB/32 GB      | 3300 mAh          | Android KitKat 4.4.2; aggiornabile ad Android Lollipop 5.0.2  |
| ZenFone 6 (A601CG)      | Intel Atom dual-core Z2560 (1.6 GHz)            | 2 GB | PowerVR SGX544MP2 | 6.0", HD 1280x720, IPS Corning Gorilla Glass 3  | 13 MP      | 2 MP       | 16 GB/32 GB      | 3230 mAh          | Android KitKat 4.4.2; aggiornabile ad Android Lollipop 5.0.2  |

## Seconda generazione (2015)

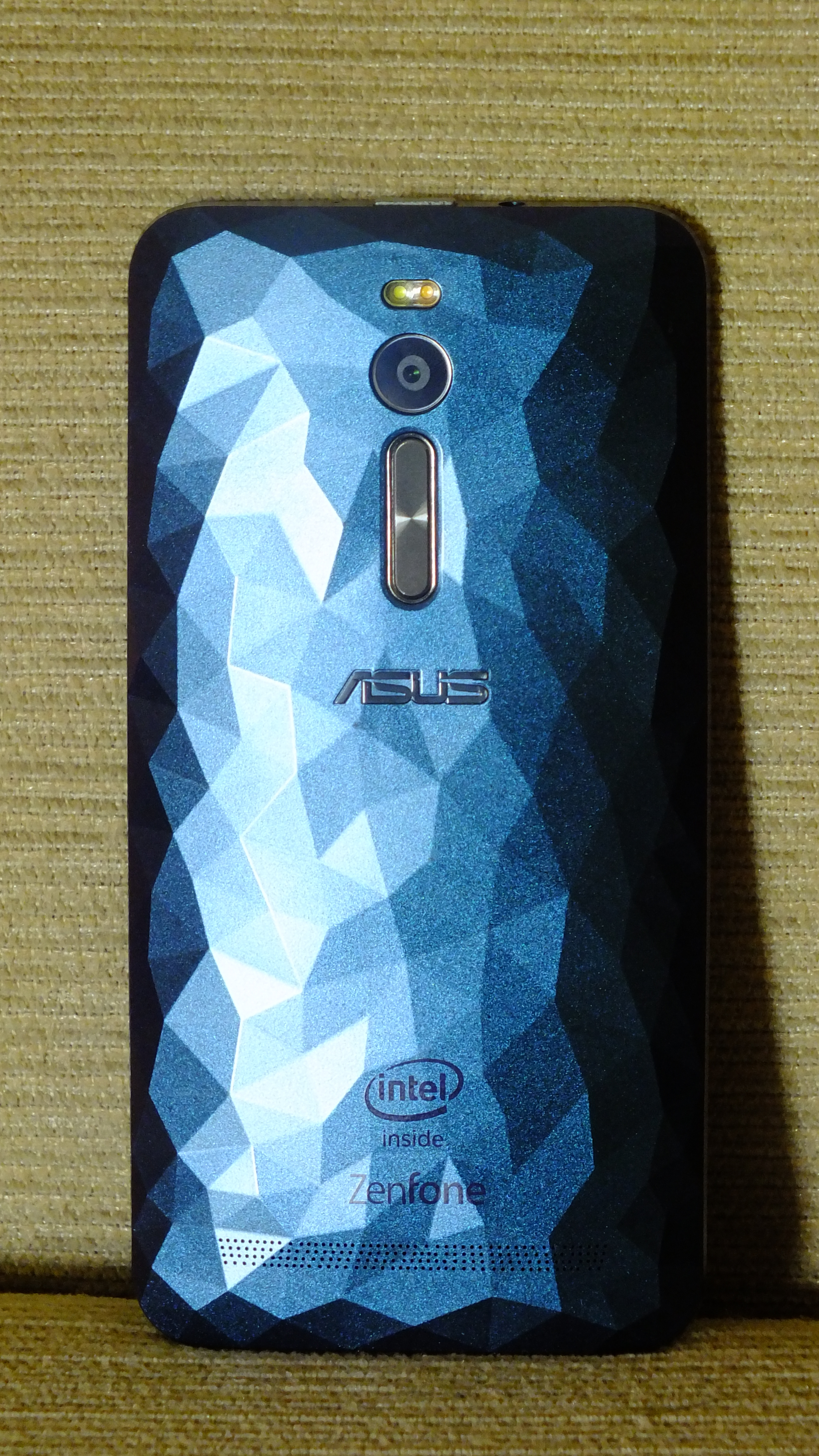
ZenFone 2 Deluxe (ZE551ML)

Al CES 2015, ASUS ha presentato ZenFone 2 (ZE551ML), il primo smartphone top di gamma dell'azienda taiwanese, e ZenFone Zoom (ZX550), camera-phone caratterizzato dall'obiettivo posteriore da 13 MP con zoom ottico 3x, zoom digitale 12x, autofocus laser, stabilizzazione OIS e doppio flash LED dual-tone.
Durante il 2015, a questi due modelli si sono aggiunti il base di gamma ZenFone C, i dispositivi di fascia medio-bassa ZenFone Go, ZenFone 2E e ZenFone 2 (ZE550CL) e i device di fascia media ZenFone Laser (presente in versioni con schermo da 5, 5.5 e 6 pollici), ZenFone Max ZC550KL, caratterizzato dalla batteria da 5000 mAh - con durata dichiarata di fino a 38 ore in conversazione e 914 in standby-, ZenFone Selfie, caratterizzato dalla fotocamera anteriore da 13 MP con flash, e ZenFone 2 (ZE550ML).
Sempre durante il 2015, sono state presentate due versioni speciali del flagship ZE551ML: la Deluxe Edition, con la back cover "Illusion Case" e tagli di memoria maggiori, e la Special Deluxe Edition, che aggiungeva anche smussature rosse, il taglio da 256 GB di memoria interna e un diverso processore.
Lo ZenFone 2 è stato premiato come "top design" in innovazione, ergonomia e funzionalità all'IF Product Design Award.

### Specifiche tecniche
| Modello                               | Processore | Batteria      | RAM           | GPU                                       | Display                                                                                  | Fotocamera | Fotocamera | Memoria interna                                                      | Sistema operativo                                              |
| Modello                               | Processore | Batteria      | RAM           | GPU                                       | Display                                                                                  | Principale | Frontale   | Memoria interna                                                      | Sistema operativo                                              |
| ------------------------------------- | --- | ------------- | ------------- | ----------------------------------------- | ---------------------------------------------------------------------------------------- | ---------- | ---------- | -------------------------------------------------------------------- | -------------------------------------------------------------- |
| ZenFone 2, ZenFone 2 Deluxe (ZE551ML) | Intel Atom Z3590 (2.5 GHz, quad-core, Deluxe Special Edition) Intel Atom Z3580 (2.3 GHz, quad-core) Intel Atom Z3560 (1.8 GHz, quad-core) | 3000 mAh      | 2/4 GB LPDDR3 | PowerVR G6430                             | 5.5", full HD 1920×1080, IPS Corning Gorilla Glass 3                                     | 13 MP      | 5 MP       | 16/32/64/128 GB eMMC Flash 64/128/256 GB eMMC Flash (Deluxe Edition) | Android Lollipop 5.0; aggiornabile a Android Marshmallow 6.0   |
| ZenFone 2 (ZE550ML)                   | Intel Atom Z3560 (1.8 GHz, quad-core) | 3000 mAh      | 2 GB LPDDR3   | PowerVR G6430                             | 5.5", HD 1280×720, IPS Corning Gorilla Glass 3                                           | 13 MP      | 5 MP       | 16 GB eMMC Flash                                                     | Android Lollipop 5.0.2; aggiornabile a Android Marshmallow 6.0 |
| ZenFone 2 Zoom (ZX550)                | Intel Atom Z3580 (2.3 GHz, quad-core) | 3000 mAh      | 2/4 GB        | PowerVR G6430                             | 5.5", Full HD 1920×1080, IPS Corning Gorilla Glass 3                                     | 13 MP      | 5 MP       | 16/32/64/128 GB eMMC Flash                                           | Android Lollipop 5.0.2; aggiornabile a Android Marshmallow 6.0 |
| ZenFone 2 Zoom (ZX551ML)              | Intel Atom Z3590 (2.5 GHz, quad-core) | 3000 mAh      | 4 GB          | PowerVR G6430                             | 5.5", Full HD 1920×1080, IPS Corning Gorilla Glass 4                                     | 13 MP      | 5 MP       | 32/64/128 GB eMMC Flash                                              | Android Lollipop 5.0.2; aggiornabile a Android Marshmallow 6.0 |
| ZenFone Selfie (ZD551KL)              | Qualcomm Snapdragon 615 (1.5 GHz + 1 GHz, octa-core)                                                                                      | 3000 mAh      | 2/3 GB LPDDR3 | Adreno 405                                | 5.5", Full HD 1920×1080, IPS Corning Gorilla Glass 4                                     | 13 MP      | 13 MP      | 16/32 GB eMMC Flash                                                  | Android Lollipop 5.0.2; aggiornabile a Android Marshmallow 6.0 |
| ZenFone Max (ZC550KL)                 | Qualcomm Snapdragon 410 (1.2 GHz, quad-core)                                                                                              | 5000 mAh      | 2 GB LPDDR3   | Adreno 306                                | 5.5", HD 1280×720, IPS Corning Gorilla Glass 4                                           | 13 MP      | 5 MP       | 8/16 GB eMMC Flash                                                   | Android Lollipop 5.0.2; aggiornabile a Android Marshmallow 6.0 |
| ZenFone 2 Laser (ZE601KL/ ZE600KL)    | Qualcomm Snapdragon 616 (octa-core) | 3000 mAh      | 2/3 GB LPDDR3 | Adreno 405                                | 6", HD 1280x720 IPS Corning Gorilla Glass 4                                              | 13 MP      | 5 MP       | 16/32 GB eMMC Flash                                                  | Android Lollipop 5.0; aggiornabile a Android Marshmallow 6.0   |
| ZenFone 2 Laser (ZE550KL/ ZE551KL)    | Qualcomm Snapdragon 410 MSM8916 (1.2 GHz, quad-core) (ZE550KL) Qualcomm Snapdragon 615 MSM8939 (octa-core) (ZE551KL)                      | 3000 mAh      | 2/3 GB LPDDR3 | Adreno 306 (ZE550KL) Adreno 405 (ZE551KL) | 5.5 inc, HD 1280×720 (ZE550KL); Full HD 1920×1080 (ZE551KL), IPS Corning Gorilla Glass 4 | 13 MP      | 5 MP       | 16/32 GB eMMC Flash                                                  | Android Lollipop 5.0; aggiornabile a Android Marshmallow 6.0   |
| ZenFone 2 Laser (ZE500KL/ ZE500KG)    | Qualcomm Snapdragon 410 (1.2 GHz, quad-core)                                                                                              | 2040/2400 mAH | 2 GB LPDDR2   | Adreno 306                                | 5", HD 1280×720, IPS Corning Gorilla Glass 4                                             | 13 MP      | 5 MP       | 16 GB eMMC Flash                                                     | Android Lollipop 5.0.2; aggiornabile a Android Marshmallow 6.0 |
| ZenFone 2 (ZE500CL)                   | Intel Atom Z2560 (1.6 GHz, dual-core) | 2500 mAh      | 2 GB LPDDR2   | PowerVR SGX544MP2                         | 5", HD 1280×720, IPS Corning Gorilla Glass 3                                             | 8 MP       | 2 MP       | 16 GB eMMC Flash                                                     | Android Lollipop 5.0; aggiornabile a Android Marshmallow 6.0   |
| ZenFone 2E (Z00D)                     | Intel Atom Z2560 (1.6 GHz, dual-core) | 2500 mAh      | 2 GB LPDDR2   | PowerVR SGX544MP2                         | 5", HD 1280×720, IPS Corning Gorilla Glass 3                                             | 8 MP       | 2 MP       | 8 GB eMMC Flash                                                      | Android Lollipop 5.0; aggiornabile a Android Marshmallow 6.0   |
| ZenFone Go (ZC500TG)                  | MediaTek MT6580 (1.3 GHz, quad-core) | 2070 mAh      | 2 GB LPDDR2   | Mali-400 MP                               | 5", HD 1280×720, IPS Corning Gorilla Glass 4                                             | 8 MP       | 2 MP       | 8/16 GB eMMC Flash                                                   | Android Lollipop 5.1                                           |
| ZenFone C (ZC451CG)                   | Intel Atom Z2520 (1.2 GHz, dual-core) | 2160 mAh      | 1/2 GB LPDDR2 | PowerVR SGX544MP2                         | 4.5", FWVGA 450×854, TFT                                                                 | 5 MP       | 0.3 MP     | 8 GB eMMC Flash                                                      | Android KitKat 4.4                                             |

## Terza generazione (2016)

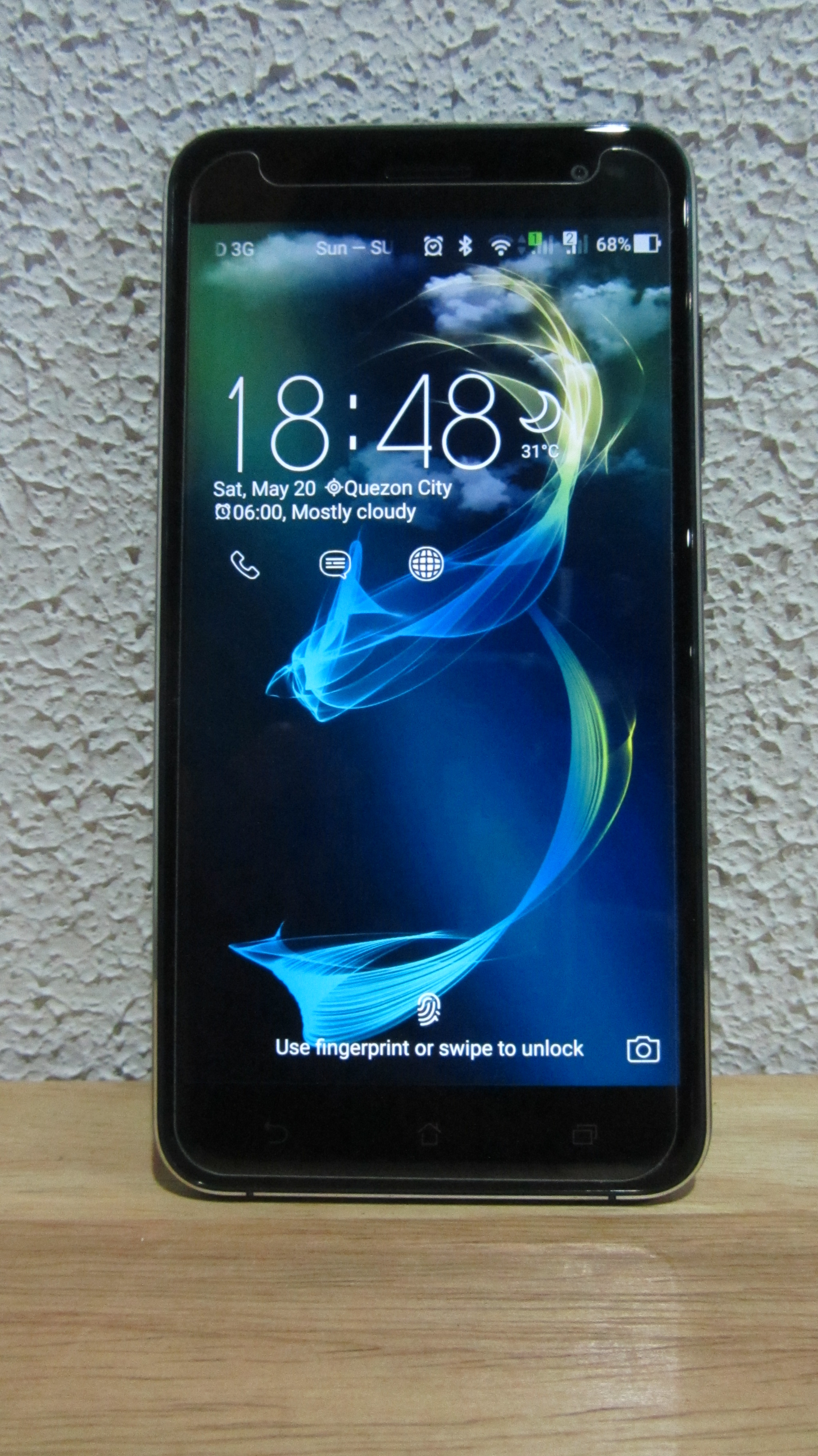
ZenFone 3 (ZE552KL)

La terza generazione ZenFone viene presentata a maggio 2016 al Computex di Taipei. A partire da questa serie, ASUS abbandona i processori Intel Atom e inizia ad usare solo Qualcomm Snapdragon e MediaTek. Buona parte dei modelli ZenFone 3 hanno un corpo in alluminio senza le linee dell'antenna visibili, porta microUSB-C e sensore di sblocco con l'impronta digitale. Nel contesto della terza generazione di smartphone ZenFone, ASUS ha complessivamente presentato, nella fascia bassa, 5 modelli ZenFone Go e lo ZenFone Live; nella fascia medio-bassa lo ZenFone Laser e 3 modelli di ZenFone 3 Max; nella fascia media e medio-alta il camera-phone ZenFone Zoom S, ZenFone 3 (ZE520KL), ZenFone 3 (ZE552KL) e lo ZenFone 3 Deluxe (ZS550KL); e nella fascia alta lo ZenFone 3 Deluxe (ZS570KL).

### Specifiche tecniche
| Modello                                      | Chipset | RAM                             | GPU          | Display                                                          | Fotocamera                                                         | Fotocamera                 | Memoria interna             | Batteria | Sistema operativo                                             |
| Modello                                      | Chipset | RAM                             | GPU          | Display                                                          | Principale                                                         | Frontale                   | Memoria interna             | Batteria | Sistema operativo                                             |
| -------------------------------------------- | --- | ------------------------------- | ------------ | ---------------------------------------------------------------- | ------------------------------------------------------------------ | -------------------------- | --------------------------- | -------- | ------------------------------------------------------------- |
| ZenFone 3 (ZE520KL)                          | Qualcomm Snapdragon 625 MSM8953 (2.0 GHz Cortex-A53 octa-core) | 3 GB/4 GB LPDDR3 RAM            | Adreno 506   | 5.2", Full HD 1920×1080, IPS Corning Gorilla Glass 3             | 16 MP Sony Exmor RS IMX298, autofocus ASUS TriTech, video 4K       | 8 MP                       | 32 GB/64 GB eMCP            | 2600 mAh | Android Marshmallow aggiornabile ad Android 8.0 Oreo          |
| ZenFone 3 (ZE552KL)                          | Qualcomm Snapdragon 625 MSM8953 (2.0 GHz Cortex-A53 octa-core) | 4 GB LPDDR3 RAM                 | Adreno 506   | 5.5", Full HD 1920×1080, IPS Corning Gorilla Glass 3             | 16 MP Sony Exmor RS IMX298, autofocus ASUS TriTech, video 4K       | 8 MP                       | 64 GB eMCP                  | 3000 mAh | Android Marshmallow aggiornabile ad Android 8.0 Oreo          |
| ZenFone 3 Deluxe (ZS550KL)                   | Qualcomm Snapdragon 625 MSM8953 (2.0 GHz Cortex-A53 octa-core) | 4 GB LPDDR4 RAM                 | Adreno 506   | 5.5", Full HD 1920×1080, IPS LCD display Corning Gorilla Glass 4 | 16 MP f/2.0, autofocus ASUS TriTech, video 4K                      | 8 MP                       | 64 GB                       | 3000 mAh | Android Marshmallow aggiornabile ad Android 8.0 Oreo          |
| ZenFone 3 Deluxe (ZS570KL)                   | Qualcomm Snapdragon 820 MSM8996 (2.15 GHz Kryo dual-core + 1.59 GHz Kryo dual-core) o Qualcomm MSM8996 Snapdragon 821 (2.4 GHz Kryo dual-core + 1.6 GHz Kryo dual-core) | 6 GB LPDDR4 RAM                 | Adreno 530   | 5.7", Full HD 1920×1080, Super AMOLED Corning Gorilla Glass 4    | 23 MP Sony Exmor RS IMX318 f/2.0, autofocus ASUS TriTech, video 4K | 8 MP                       | 64 GB/128 GB/256 GB UFS 2.0 | 3000 mAh | Android Marshmallow aggiornabile ad Android 8.0 Oreo          |
| ZenFone 3 Ultra (ZU680KL)                    | Qualcomm Snapdragon 652 MSM8976 (1.8 GHz Cortex-A72 quad-core + 1.4 GHz Cortex-A53 quad-core)                                                                           | 3 GB LPDDR3 RAM 4 GB LPDDR3 RAM | Adreno 510   | 6.8", Full HD 1920×1080, IPS Corning Gorilla Glass 4             | 23 MP Sony Exmor RS IMX318 f/2.0, autofocus ASUS TriTech, video 4K | 8 MP                       | 32 GB/64 GB/128 GB eMMC     | 4600 mAh | Android Marshmallow aggiornabile ad Android 8.0 Oreo          |
| ZenFone 3 Laser (ZC551KL)                    | Qualcomm Snapdragon 430 MSM8937 (1.4 GHz Cortex-A53 octa-core) | 2/4 GB                          | Adreno 505   | 5.5", Full HD 1920×1080, IPS                                     | 13 MP Sony Exmor RS IMX214                                         | 8 MP                       | 16/32 GB eMMC 5.1           | 3000 mAh | Android Marshmallow aggiornabile ad Android 8.0 Oreo          |
| ZenFone 3 Max (ZC520TL)                      | Mediatek MT6737M (1.5 GHz Cortex-A53 Quad-core) | 2 GB/3 GB LPDDR3 RAM            | Mali-T720MP2 | 5.2", HD 1280x720, IPS                                           | 13 MP                                                              | 5 MP                       | 16 GB/32 GB eMMC 5.0        | 4100 mAh | Android Marshmallow 6.0.1; aggiornabile ad Android 7.0 Nougat |
| ZenFone 3s Max (ZC521TL)                     | Mediatek MT6750 (1.5 GHz Cortex-A53 Octa-core) | 3 GB LPDDR3 RAM                 | Adreno 405   | 5.2", HD 1280x720, IPS                                           | 13 MP                                                              | 8 MP                       | 32 GB eMMC 5.1              | 5000 mAh | Android 7.0 Nougat                                            |
| ZenFone 3 Max (ZC553KL)                      | Qualcomm Snapdragon 430 MSM8937 (1.4 GHz Cortex-A53 Octa-core) | 3 GB LPDDR3 RAM                 | Adreno 505   | 5.5", FHD 1920x1280, IPS                                         | 16 MP                                                              | 8 MP                       | 32 GB eMCP                  | 4100 mAh | Android Marshmallow 6.0.1; aggiornabile ad Android 8.1 Oreo   |
| ZenFone 3 Zoom (ZE553KL)(aka ZenFone Zoom S) | Qualcomm Snapdragon 625 MSM8953 (2.0 GHz Cortex-A53 octa-core) | 4 GB LPDDR3                     | Adreno 506   | 5.5", FHD 1080x1920, AMOLED Corning Gorilla Glass 5              | 12 MP Sony Exmor RS IMX362                                         | 13 MP Sony Exmor RS IMX214 | 32 GB/64 GB/128 GB          | 5000 mAh | Android Marshmallow 6.0.1; aggiornabile ad Android 8.1 Oreo   |
| ZenFone Live (ZB501KL)                       | Qualcomm Snapdragon 410 MSM8916 (1.2 GHz Cortex-A53 quad-core) | 2 GB LPDDR                      | Adreno 506   | 5.0", HD 720x1280, IPS Corning Gorilla Glass 4                   | 13 MP                                                              | 5 MP                       | 16 GB/32 GB                 | 2650 mAh | Android Marshmallow 6.0                                       |
| ZenFone Go (ZB500KL)                         | Qualcomm Snapdragon 410 MSM8916 (1.2 GHz Cortex-A53 quad-core) | 2 GB LPDDR                      | Adreno 306   | 5.0", HD 720x1280, IPS Corning Gorilla Glass 4                   | 13 MP                                                              | 5 MP                       | 16 GB                       | 2600 mAh | Android Marshmallow 6.0                                       |
| ZenFone Go (ZB552KL)                         | Qualcomm Snapdragon 410 MSM8916 (1.2 GHz Cortex-A53 quad-core) | 2 GB LPDDR                      | Adreno 306   | 5.5", HD 720x1280, IPS                                           | 13 MP                                                              | 5 MP                       | 16 GB/32 GB                 | 3000 mAh | Android Marshmallow 6.0                                       |
| ZenFone Go (ZB500KG)                         | Qualcomm Snapdragon 200 MSM8212 (1.2 GHz Cortex-A7 quad-core) | 1 GB LPDDR                      | Adreno 306   | 5", FWVGA 854x480, IPS                                           | 8 MP                                                               | 2 MP                       | 8 GB                        | 2600 mAh | Android Lollipop 5.1                                          |
| ZenFone Go (ZB551KL)                         | Qualcomm Snapdragon 400 MSM8916 (1.4 GHz Cortex-A7 quad-core) | 2 GB                            | Adreno 306   | 5.5", HD 720x1280, IPS Corning Gorilla Glass 3                   | 13 MP                                                              | 5 MP                       | 16 GB                       | 3010 mAh | Android Lollipop 5.1                                          |
| ZenFone Go (ZB690KG)                         | Qualcomm Snapdragon 200 MSM8212 (1.2 GHz Cortex-A7 quad-core) | 1 GB                            | Adreno 306   | 6.9", HD 600x1024, IPS Corning Gorilla Glass 3                   | 5/8 MP                                                             | 2 MP                       | 8 GB                        | 3480 mAh | Android Lollipop 5.1                                          |

## Quarta generazione (2017)
Al CES 2017, ASUS ha presentato ZenFone AR, il primo smartphone a supportare la realtà aumentata Google Tango e le piattaforme Google Daydream VR. ZenFone AR è dotato di una fotocamera da 23 megapixel con hardware ottico che sfrutta le applicazioni Tango.
A settembre 2017 ASUS ha presentato gli ZenFone 4: la gamma è costituita nel complesso dal top di gamma ZenFone 4 Pro, dal dispositivo di fascia medio-alta ZenFone 4 (ZE554KL), da 3 varianti del "selfie-phone" ZenFone 4 Selfie (Selfie Lite, Selfie e Selfie Pro), da 5 varianti del "battery-phone" - batteria generalmente maggiorata rispetto alla media - ZenFone 4 Max, e dallo ZenFone V, dispositivo di fascia medio-alta in esclusiva per Verizon.
Gli smartphone ZenFone 4 (2017) risultano omonimi ai modelli da quattro pollici della prima generazione (2014).

### Specifiche tecniche
| Modello                         | Chipset | RAM                  | GPU                   | Schermo                                                       | Fotocamere                                                                                       | Fotocamere                                        | Memoria interna      | Batteria       | Sistema operativo                                    |
| Modello                         | Chipset | RAM                  | GPU                   | Schermo                                                       | Principale                                                                                       | Frontale                                          | Memoria interna      | Batteria       | Sistema operativo                                    |
| ------------------------------- | --- | -------------------- | --------------------- | ------------------------------------------------------------- | ------------------------------------------------------------------------------------------------ | ------------------------------------------------- | -------------------- | -------------- | ---------------------------------------------------- |
| ZenFone AR (ZS571KL)            | Qualcomm MSM8996 Snapdragon 821 (14 nm), CPU Quad-core (2x2.35 GHz Kryo & 2x1.6 GHz Kryo)                                                                                         | 6/8 GB RAM           | Adreno 530            | 5.7", QHD 1440x2560, Super AMOLED, Corning Gorilla Glass 4    | 23 MP, PDAF, OIS a 4 assi, sensori di profondità e di tracciamento del movimento, video 4K@24fps | 8 MP                                              | 64/128/256 GB        | 3300 mAh       | Android Nougat 7                                     |
| ZenFone 4 (ZE554KL)             | Qualcomm Snapdragon 660 (CPU 4x2.2 GHz Kryo 260 Gold & 4x1.8 GHz Kryo 260 Silver, octa-core) Qualcomm Snapdragon 630 (CPU 4x2.2 GHz Cortex-A53 & 4x1.8 GHz Cortex-A53, octa-core) | 4 GB/6 GB LPDDR3 RAM | Adreno 512 Adreno 508 | 5.5", Full HD 1920×1080, IPS Corning Gorilla Glass 3          | 12 MP + 8 MP grandangolare, Sony Exmor RS IMX362, autofocus ASUS TriTech, video 4K@30fps         | 8 MP                                              | 64 GB eMCP           | 3300 mAh       | Android Nougat 7.0, aggiornabile ad Android Oreo 8.0 |
| ZenFone 4 Pro (ZS551KL)         | Qualcomm Snapdragon 835 MSM8998 (4x2.35 GHz Kryo 280 & 4x1.9 GHz Kryo 280 octa-core)                                                                                              | 6 GB LPDDR3 RAM      | Adreno 540            | 5.5", Full HD 1920×1080, Super AMOLED Corning Gorilla Glass 5 | 12 MP + teleobiettivo 16 MP, zoom ottico 2x, autofocus ASUS TriTech, video 4K@30fps.             | 8 MP                                              | 64 GB/128 GB UFS 2.1 | 3600 mAh       | Android Nougat 7.0, aggiornabile ad Android Oreo 8.0 |
| ZenFone 4 Selfie Pro (ZD552KL)  | Qualcomm Snapdragon 625 MSM8953 (2.0 GHz Cortex-A53 octa-core) | 3 GB/4 GB LPDDR3 RAM | Adreno 506            | 5.5", Full HD 1920×1080, AMOLED, Corning Gorilla Glass 5      | 16 MP Sony, autofocus ASUS TriTech, 4K@30fps.                                                    | 12 MP + 5 MP Sony Exmor RS IMX362, video 4K@30fps | 64 GB eMMC 5.1       | 3000 mAh       | Android Nougat 7.0, aggiornabile ad Android Oreo 8.0 |
| ZenFone 4 Selfie (ZD553KL)      | Qualcomm Snapdragon 430 MSM8937 (4x1.4 GHz Cortex-A53 + 4x1.1 GHz Cortex A53 octa-core)                                                                                           | 4 GB LPDDR3 RAM      | Adreno 505            | 5.5", HD 1280×720, IPS Corning Gorilla Glass                  | 16 MP con autofocus ASUS TriTech, video Full HD@30fps                                            | 20 MP + 8 MP grandangolare                        | 64 GB eMMC 5.1       | 3000 mAh       | Android Nougat 7.0, aggiornabile ad Android Oreo 8.0 |
| ZenFone 4 Selfie Lite (ZB553KL) | Qualcomm Snapdragon 425 MSM8917 (1.4 GHz Cortex-A53 quad-core) | 2 GB LPDDR3 RAM      | Adreno 308            | 5.5", HD 1280×720, IPS Corning Gorilla Glass                  | 13 MP, autofocus ASUS TriTech, video Full HD@30fps                                               | 13 MP                                             | 16 GB eMMC 5.1       | 3000 mAh       | Android Nougat 7.0, aggiornabile ad Android Oreo 8.0 |
| ZenFone 4 Max (ZC554KL)         | Qualcomm Snapdragon 430 MSM8937 (1.4 GHz Cortex-A53 octa-core) | 3 GB LPDDR3 RAM      | Adreno 505            | 5.5", HD 1280x720, IPS                                        | 2x 13 MP con autofocus ASUS TriTech, video Full HD@30fps                                         | 8 MP                                              | 32 GB eMMC 5.1       | 5000 mAh Li-Po | Android Nougat 7.0, aggiornabile ad Android Oreo 8.0 |
| ZenFone 4 Max Pro (ZC554KL)     | Qualcomm Snapdragon 430 MSM8937 (4x1.4 GHz Cortex-A53 octa-core) Qualcomm Snapdragon 425 MSM8917 (4x1.4 GHz Cortex-A53 quad-core)                                                 | 2/3 GB LPDDR3 RAM    | Adreno 308/505        | 5.5", HD 1280x720, IPS                                        | 16 MP, PDAF, video Full HD a 30 fps                                                              | 16 MP                                             | 32 GB eMMC 5.1       | 5000 mAh Li-Po | Android Nougat 7.0, aggiornabile ad Android Oreo 8.0 |
| ZenFone 4 Max Plus (ZC554KL)    | Qualcomm Snapdragon 425 MSM8917 (1.4 GHz Cortex-A53 quad-core) | 3 GB LPDDR3 RAM      | Adreno 308            | 5.5", HD 1280x720, IPS                                        | 13 MP + 5 MP con autofocus ASUS TriTech, 1080p                                                   | 8 MP                                              | 32 GB eMMC 5.1       | 5000 mAh Li-Po | Android Nougat 7.0, aggiornabile ad Android Oreo 8.0 |
| ZenFone 4 Max (ZC520KL)         | Qualcomm Snapdragon 425 MSM8917 (1.4 GHz Cortex-A53 quad-core) | 2/3 GB LPDDR3 RAM    | Adreno 308            | 5.2", HD 1280x720, IPS Corning Gorilla Glass                  | 13 MP + 5 MP con autofocus ASUS TriTech, 1080p                                                   | 8 MP                                              | 16/32 eMMC 5.1       | 4100 mAh Li-Po | Android Nougat 7.0, aggiornabile ad Android Oreo 8.0 |
| ZenFone Max Plus (M1) (ZB570TL) | MediaTek MT6750T (4x1.5 GHz Cortex-A53 + 4x1.0 GHz Cortex A53 octa-core) | 2/4 GB LPDDR3 RAM    | Mali-T860MP2          | 5.7", Full HD 18:9 2160x1080, IPS Corning Gorilla Glass       | 16 MP + 8 MP grandangolare, autofocus ASUS TriTech, video Full HD@30fps                          | 8 MP                                              | 16/32/64 GB          | 4130 mAh Li-Po | Android Nougat 7.0, aggiornabile ad Android Oreo 8.0 |
| ZenFone V (V520KL)              | Qualcomm Snapdragon 820 MSM8996 (CPU 2x2.15 GHz Kryo & 2x1.6 GHz Kryo quad-core)                                                                                                  | 4 GB LPDDR3 RAM      | Adreno 530            | 5.2", Full HD 1920×1080, AMOLED Corning Gorilla Glass 3       | 23 MP, autofocus ASUS TriTech, video 4K@30fps                                                    | 8 MP                                              | 32 GB eMCP           | 3000 mAh       | Android Nougat 7.0, aggiornabile ad Android Oreo 8.0 |

## Quinta generazione (2018)
Al Mobile World Congress 2018 di Barcellona ASUS presenta 3 nuovi smartphone della gamma ZenFone: ZenFone 5Z (flagship), ZenFone 5 (fascia medio-alta) e ZenFone 5 Lite (fascia media). ZenFone 5 e 5 Lite si caratterizzano per la presenza dell'AI, usato dalla fotocamera, dallo schermo (che corregge automaticamente la temperatura dei colori), per le suonerie (il cui volume viene regolato in base al rumore esterno rilevato) e per velocizzare il dispositivo durante l'uso di giochi. Inoltre gli ZenFone 5, rispetto ai predecessori, hanno schermi con aspect ratio 18:9 e 19:9 e un maggior rapporto screen-to-body (superficie anteriore coperta dallo schermo in rapporto alla superficie anteriore complessiva), con ZenFone 5 e 5 Lite dotati solo di notch, con un design simile a quello dell'IPhone X.
Durante il 2018, ASUS ha inoltre presentato ZenFone Live L1, con Android Oreo in versione Go (progettata per smartphone di fascia bassa, con non più di 2 GB di RAM), ZenFone Lite L1 e 5 modelli della gamma ZenFone Max. Inoltre, nel 2018 ASUS ha presentato il primo ROG Phone, smartphone da gaming non facente parte della gamma ZenFone.

### Caratteristiche tecniche
| Modello                               | Chipset | RAM                  | GPU                   | Schermo                                             | Fotocamere                                                         | Fotocamere                   | Memoria interna      | Batteria | Sistema operativo                                     |
| Modello                               | Chipset | RAM                  | GPU                   | Schermo                                             | Principale                                                         | Frontale                     | Memoria interna      | Batteria | Sistema operativo                                     |
| ------------------------------------- | --- | -------------------- | --------------------- | --------------------------------------------------- | ------------------------------------------------------------------ | ---------------------------- | -------------------- | -------- | ----------------------------------------------------- |
| ZenFone 5Z (ZS620KL)                  | Qualcomm Snapdragon MSM8998 845 (4x2.7 GHz Kryo 385 Gol 4x1.7 GHz Kryo 385 Silver octa-core)                                           | 4/6/8GB LPDDR4 RAM   | Adreno 630            | 6.2", Full HD 2246×1080, IPS Corning Gorilla Glass  | 12 MP + 8 MP grandangolare, ASUS TriTech autofocus, video 4K@30fps | 8 MP                         | 64/128/256GB UFS 2.1 | 3300 mAh | Android Oreo 8.0; aggiornabile ad Android 10          |
| ZenFone 5 (ZE620KL)                   | Qualcomm Snapdragon SDM636 (4x1.8 GHz Kryo 260 Gold + 4x1.6 GHz Kryo 260 Silver octa-core)                                             | 4/6GB LPDDR4 RAM     | Adreno 509            | 6.2", Full HD 2246×1080, IPS Corning Gorilla Glass  | 12 MP + 8 MP grandangolare, ASUS TriTech autofocus, video 4K@30fps | 8 MP                         | 64 GB eMCP           | 3300 mAh | Android Oreo 8.0; aggiornabile ad Android Pie 9.0     |
| ZenFone 5 Lite / 5Q (ZC600KL)         | Qualcomm Snapdragon SDM630 (2.2 GHz Cortex-A53 octa-core) Qualcomm MSM8937 430 (4x1.4 GHz Cortex-A53 + 4x1.1 GHz Cortex A53 octa-core) | 3 GB/4 GB LPDDR3 RAM | Adreno 508 Adreno 505 | 6.0", Full HD 2160×1080, IPS Corning Gorilla Glass  | 2x 16 MP, ASUS TriTech autofocus, video 4K@30fps                   | 2x 20 MP                     | 32 GB/64 GB eMCP     | 3300 mAh | Android Nougat 7.1.1; aggiornabile ad Android Pie 9.0 |
| ZenFone Max Pro M1 (ZB601KL o ZB602K) | Qualcomm Snapdragon 636 (Octa-core 1.8 GHz)                                                                                            | 3GB/4GB/6GB RAM      | Adreno 509            | 5.99" Full HD+ 2160 x 1080 IPS LCD                  | 13 + 5 MP (16 + 5 MP nella variante con 6 GB), PDAF, video         | 8 MP (16 nella variante 6GB) | 32/64 GB             | 5000 mAh | Android Oreo 8.1; aggiornabile ad Android Pie 9.0     |
| ZenFone Max M1 (ZB555KL e ZB556KL)    | Qualcomm Snapdragon 425 (Quad-core 1.4 GHz Cortex-A53) Qualcomm Snapdragon 430 (Octa-core 1.4 GHz Cortex-A53)                          | 2/3 GB LPDDR3 RAM    | Adreno 308/505        | 5.45" HD+ 1440 x 720 IPS LCD                        | 13 MP (ZB556KL) 13 + 8 MP grandangolare (ZB555KL)                  | 8 MP                         | 16/32 GB             | 4000 mAh | Android Oreo 8.1                                      |
| ZenFone Max Pro M2 (ZB631KL)          | Qualcomm Snapdragon 660 (Octa-core 2.2 GHz)                                                                                            | 3GB/4GB/6GB RAM      | Adreno 512            | 6.26" Full HD+ 1080 x 2280 IPS LCD, Gorilla Glass 6 | 12 + 5 MP di profondità, PDAF, video 4K@30fps                      | 13MP                         | 32/64 GB             | 5000 mAh | Android Oreo 8.1; aggiornabile ad Android Pie 9.0     |
| ZenFone Max M2 (ZB633KL)              | Qualcomm Snapdragon 632 (Octa-core 1.8 GHz)                                                                                            | 3GB/4GB RAM          | Adreno 506            | 6.26" HD+ 720 x 1520 IPS LCD                        | 13 + 2 MP, PDAF, video 4K@30fps                                    | 8MP                          | 32/64 GB             | 4000 mAh | Android Oreo 8.1; aggiornabile ad Android Pie 9.0     |
| ZenFone Live L1 (ZA550KL)             | Qualcomm Snapdragon MSM8917 425 (Quad-core 1.4 GHz)                                                                                    | 1/2 GB RAM           | Adreno 308            | 5.5" HD+ 720 x 1440 IPS LCD                         | 13 MP, PDAF, video Full HD@30fps                                   | 5 MP                         | 16/32 GB             | 3000 mAh | Android Oreo 8.0, versione Go                         |
| ZenFone Lite L1 (ZA551KL)             | Qualcomm Snapdragon MSM8937 430 (Octa-core 1.4 GHz Cortex-A53)                                                                         | 2 GB RAM             | Adreno 505            | 5.45" HD+ 720 x 1440 IPS LCD                        | 13 MP, PDAF, video Full HD@30fps                                   | 5 MP                         | 16 GB                | 3000 mAh | Android Oreo 8.0                                      |

## Sesta generazione (2019)
ASUS ha presentato il flagship ZenFone 6 nel maggio 2019 a Valencia. Esso è caratterizzato dall'assenza di una fotocamera anteriore fissa, per renderlo quasi completamente senza bordi nella parte anteriore: se si vuole fare un selfie, il modulo in Liquidmetal della doppia fotocamera posteriore ruota di 180° grazie a un motore passo-passo. In caso di movimenti improvvisi, la fotocamera torna automaticamente indietro, venendo così protetta da eventuali cadute.
Nel 2019 ASUS ha inoltre presentato ZenFone Max Shot (ZB634KL), ZenFone Max Plus M2 (ZB634KL) e ZenFone Live (L2), con Android Go.

### Specifiche tecniche
| Modello                         | Chipset | RAM                    | GPU            | Schermo                                                                | Fotocamere                                                             | Fotocamere                              | Memoria interna             | Batteria | Sistema operativo                           |
| Modello                         | Chipset | RAM                    | GPU            | Schermo                                                                | Principale                                                             | Frontale                                | Memoria interna             | Batteria | Sistema operativo                           |
| ------------------------------- | --- | ---------------------- | -------------- | ---------------------------------------------------------------------- | ---------------------------------------------------------------------- | --------------------------------------- | --------------------------- | -------- | ------------------------------------------- |
| ZenFone 6 (ZS630KL)             | Qualcomm Snapdragon SDM855 (1x2.84 GHz Kryo 485 + 3x2.41 GHz Kryo 485 + 4x1.78 GHz Kryo 485 octa-core)                              | 6 GB / 8 GB LPDDR4 RAM | Adreno 640     | 6.4", Full HD 2340×1080, IPS Gorilla Glass 6, schermo con curvatura 3D | 48 + 13 MP (grandangolare), sensore Sony IMX586 1/2.0"                 | Flip-up meccanico fotocamera principale | 64 GB 128 GB 256 GB UFS 2.1 | 5000 mAh | Android Pie 9.0; aggiornabile ad Android 10 |
| ZenFone Max Shot (ZB634KL)      | Qualcomm Snapdragon SiP 1 (System-in-Package), CPU octa-core 1.8 GHz                                                                | 4 GB                   | Adreno 506     | 6,26", S-IPS LCD, FHD+ 1080 x 2246                                     | 12 + 8 (grandangolare) + 5 MP (profondità), PDAF, video Full HD@30fps. | 8 MP                                    | 64 GB                       | 4000 mAh | Android Oreo 8.0                            |
| ZenFone Max Plus (M2) (ZB634KL) | Qualcomm Snapdragon SiP 1 (System-in-Package), CPU octa-core 1.8 GHz                                                                | 3 GB                   | Adreno 506     | 6,26", S-IPS LCD, FHD+ 1080 x 2246                                     | 12 + 5 MP (profondità), PDAF, video Full HD@30fps.                     | 8 MP                                    | 32 GB                       | 4000 mAh | Android Oreo 8.0                            |
| ZenFone Live L2                 | Qualcomm MSM8917 Snapdragon 425 (CPU uad-core 1.4 GHz Cortex-A53 Qualcomm MSM8937 Snapdragon 430 (CPU Octa-core 1.4 GHz Cortex-A53) | 2 GB                   | Adreno 308/505 | 5,5", IPS LCD, HD+ 720 x 1440                                          | 8 o 13 MP, PDAF, video Full HD@30fps.                                  | 5 MP                                    | 16/32 GB                    | 3000 mAh | Android Oreo 8.0, Go                        |

## Settima generazione (2020)
Presentati nella primavera del 2020, l'offerta ZenFone contava ancora su due modelli, ovvero ASUS ZenFone 7 e ASUS ZenFone 7 Pro . Torna dunque la Flip camera vista precedentemente nella sesta generazione, e sono dotati entrambi di schermo privo di interruzioni. L'offerta si compone di soli due modelli, concentrati dunque sulla fascia alta. Minime le differenze tra i due modelli, entrambi con display da 6,67 pollici, Android 10 e Qualcomm Snapdragon 865, con il Pro che si avvale dello Snapdragon 865+. 

## Ottava generazione (2021)
L'ottava generazione  porta dei cambiamenti rispetto all'edizione dell'anno precedente. La nuova serie è composta da ASUS Zenfone 8 Flip , che sarà dunque il successore del 7 Pro e di ASUS ZenFone 8 . Quest'ultimo diventa l'unico Android appartenente alla fascia alta a disporre di una diagonale inferiore ai 6 pollici. Il Flip presenta invece ancora uno schermo privo di interruzioni e la Flip Camera.

## Nona generazione (2022)
ASUS con l'ultima generazione  dice addio al modello più ampio e l'unico a disporre di schermo privo di interruzioni (a parte la serie ROG Phone, sempre di ASUS). Nel 2022 l'azienda ha presentato un unico dispositivo, sempre con diagonale inferiore ai 6 pollici con specifiche da top di gamma. ASUS ZenFone 9 a bordo presenta lo Snapdragon 8+ Gen 1. 
Si tratta di uno dei pochi smartphone ancora in produzione con il jack audio, l'unico top di gamma.